# سیارک ۳۰۳۶
سیارک ۳۰۳۶ (به انگلیسی: 3036 Krat، نامگذاری:1937TO) سه هزار و سی و ششمین سیارک کشف شده‌است که در ۱۱ اکتبر ۱۹۳۷ و در رصدخانه سایمیز کشف شد.
قدر مطلق سیارک برابر ۹٫۸۰ است.